# Jeanne Paquin
Jeanne Paquin, född 1869, död 1936, var en fransk modeskapare. Hon var en pionjär inom den moderna modeindustrin och har kallats den första internationellt berömda kvinnliga haute couture designern inom den moderna modeindustrin. 
Hon gifte sig 1891 med Isidore-René Jacob-Paquin, och de öppnade samma år modefirman Maison Paquin tillsammans. År 1900 medverkade hon till att arrangera den universella utställningen, och utsågs till ordförande för dess modesektion. Hon avslutade sin karriär år 1920 och överlät firman på Madeleine Wallis.    